# Béres Dániel
Béres Dániel  (Budapest, 1975. szeptember 30. –) magyar filmrendező.

## Életpályája
Az ELTE Radnóti Miklós Gyakorló Gimnáziumban érettségizett. 1994-től 1999-ig az ELTE Természettudományi Kar (ELTE-TTK) Matematika tanári szak, majd 1999-től az ELTE Filmelmélet- Filmtörténet szak hallgatója volt. Berlinben egy évig volt ösztöndíjas a berlini filmakadémián.

## Filmjei
- Páternoszter (2004)
- Hét hónappal később (2006)
- Jogging (2006)
- Malter (2007)
- Sárga labda (2008)
- Menjünk! (2009)